# Nakashibetsu
Nakashibetsu (中標津町?) è una cittadina giapponese della prefettura di Hokkaidō.